# K5

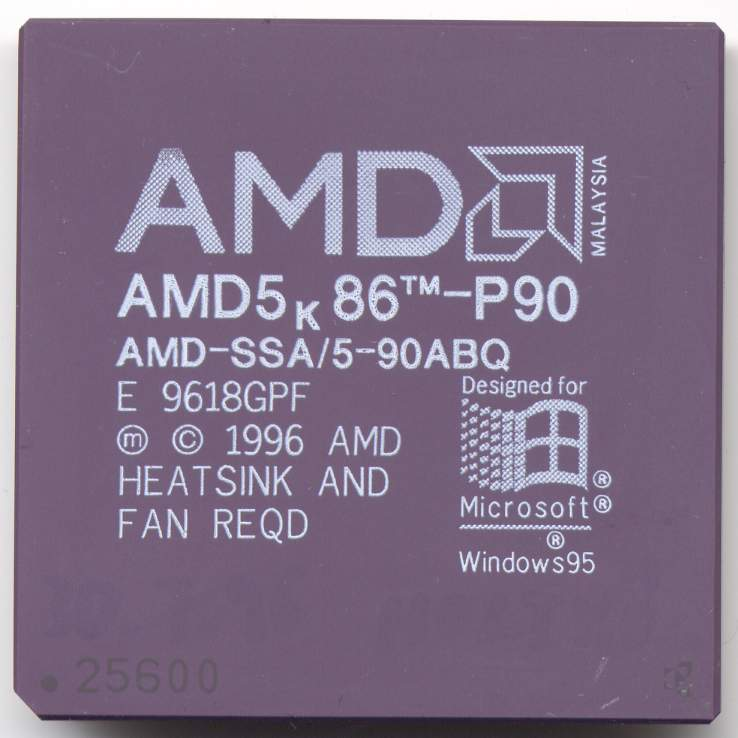
AMD 5K86-P90 (SSA/5)

Процессор K5 был разработан компанией AMD как конкурент процессору Intel Pentium. Он был представлен в 1995, более, чем на год, позже Pentium-а, к тому же AMD не удавалось в достаточном количестве производить K5, работающие на первоначально запланированной частоте. Процессор содержал 4,3 миллиона транзисторов и обладал хорошей x86 совместимостью.

## История
Проект K5 был одной из попыток компании AMD перехватить техническое лидерство у Intel. Но, хотя при разработке использовались верные дизайнерские концепции, инженерное их воплощение было слабым. Низкая тактовая частота процессора частично объясняется трудностями с производственными мощностями, испытываемыми компанией в то время. Но, например, даже вчетверо больший чем у Pentium буфер предсказания переходов не показывал лучшую производительность. Модуль вычислений с плавающей точкой был менее производительный, чем у Pentium и т. д. Кроме того, ранние версии процессора были плохо совместимы с рядом программ под DOS, которые в период его выпуска были ещё актуальны (см. ). Из-за опоздания с выходом на рынок и недостаточной производительности K5 так и не завоевал признания у производителей компьютеров, более того — он на длительный период ухудшил репутацию всей продукции AMD.
Под маркой K5 выпускалось два варианта процессоров SSA/5 и 5k86. «SSA/5» работал на частотах от 75 до 100 МГц (5K86 от P75 до P100, позже K5 от PR-75 до PR100); «5k86» работал на частотах от 90 до 133 МГц. AMD использовала так называемый P-рейтинг (рейтинг производительности) для маркировки процессоров. По мнению компании AMD, этот рейтинг показывал, какому процессору Pentium эквивалентен данный K5 по производительности. Например, 116 МГц процессор «5k86» был маркирован «K5 PR166», поскольку AMD считала его производительность эквивалентной Pentium-166. 
В результате таких попыток AMD в конце концов приняла решение приобрести компанию NexGen, вместе с её интеллектуальной собственностью и разработанным ею новым, более производительным чем у Intel, процессором Nx686. Процессоры NexGen использовали собственную системную логику и поэтому не могли использовать общую с Intel Pentium инфраструктуру (материнские платы и т. п.). AMD переработала Nx686 с целью сделать его совместимым с общепринятыми на рынке системами на базе Intel Pentium и добавления в состав процессора блок FPU (подход NexGen предполагал использование сопроцессора). Новый процессор получил название K6.

## Особенности
- Пять модулей для целочисленных вычислений, поддерживающие «out-of-order» выполнение, один модуль для операций с плавающей точкой, сравнимый по производительности с двумя такими модулями в Pentium.
- Основной кэш имел 4-way ассоциативность, тогда как у Pentium — только 2-way.

## Модели

### SSA/5
- Продавался как 5K86 от P75 до P100, позже как K5 от PR75 до PR100
- 4,3 миллиона транзисторов, техпроцесс 500 или 350 нм
- Площадь кристалла: 271 мм² и 161 мм² (в зависимости от техпроцесса)
- Кэш первого уровня: 8 + 16 КБ (данные + инструкции)
- Разъём: Socket 5 и Socket 7
- Напряжение питания: 3,52 В
- Энергопотребление/тепловыделение: 11,6 — 15,4 Вт (в зависимости от частоты)
- Частота шины: 50 (PR75), 60 (PR90), 66 МГц (PR100)
- Впервые представлен: 27 марта 1996
- Частоты: 75, 90, 100 МГц

### 5k86
(Ядро Godot)
- Продавался как K5 от PR120 до PR166 (200)
- 4,3 миллиона транзисторов, техпроцесс 350 нм
- Площадь кристалла: 181 мм²
- Кэш первого уровня: 8 + 16 КБ (данные + инструкции)
- Разъём: Socket 5 и Socket 7
- Напряжение питания: 3,52 В
- Энергопотребление/тепловыделение: 12,3-16,0 Вт (в зависимости от частоты)
- Частота шины: 60 (PR120/150), 66 МГц
- Впервые представлен: 7 октября 1996
- Частоты: 90 (PR120), 100 (PR133), 105 (PR150), 116,6 (PR166), 133 МГц (PR200) (PR200 был выпущен очень малой партией)
- Цена (в партиях по 1000 шт.): 75МГц — 75 долл., 90МГц — 99 долл.